# Jim Beanz
James Washington, más conocido como Jim Beanz, es un productor vocal, compositor, músico, cantante y productor musical de Harrisburg, Pennsylvania. En la actualidad trabaja principalmente como productor vocal fuera de Filadelfia, bajo los sellos Mosley Music Group y Sunset Entertainment Group. Washington comenzó trabajando cuando era integrante del grupo R&B Tre Son, bajo la tutela jazz del grupo Dru Hill. Desde entonces destacó y siguió produciendo, trabajando con artistas estadounidenses de Baltimore y Harrisburg.

## Créditos

### 2005

#### Shakira-Oral Fixation Vol. 2
- "Animal City" – co-produced

### 2006

#### Nelly Furtado-Loose
- "Afraid" by – respaldos vocales, productor vocal
- "Maneater" – coescritor, respaldos vocales, productor vocal
- "Promiscuous" – respaldos vocales, productor vocal
- "Showtime" – respaldos vocales, productor vocal
- "No Hay Igual" – respaldos vocales, productor vocal
- "Say It Right" – respaldos vocales, productor vocal
- "All Good Things (Come to an End)" – respaldos vocales, productor vocal

#### Fantasia-Fantasia
- "Bore Me" – coescritor

#### Danity Kane-Danity Kane
- "Right Now" – coescritor, productor vocal
- "Want It" – coescritor, productor vocal

#### Diddy-Press Play
- "After Love" – coescritor

### 2007

#### Katharine McPhee-Katharine McPhee
- "Dangerous" – productor vocal
- "Open Toes" – productor vocal
- "Neglected" – productor vocal

#### Timbaland-Shock Value
- "Bombay" con Amar y Jim Beanz – cantante
- "Come and Get Me" con 50 Cent y Tony Yayo – respaldos vocales
- "Release" con Justin Timberlake – respaldos vocales
- "Come Around" con M.I.A. – productor vocal

#### M.I.A.-Kala
- "Come Around" con Timbaland – productor vocal

#### Britney Spears-Blackout
- 01. "Gimme More" – coescritor, productor vocal
- 04. "Break the Ice" – coescritor, productor vocal
- 11. "Perfect Lover" – coescritor, productor vocal
- 13. "Outta This World" [Bonus Track] – coescritor, productor vocal

#### Duran Duran-Red Carpet Massacre
- "She's Too Much" – productor vocal

#### Dima Bilán
- «Number one fan» — productor, productor vocal
- «Amnesia» — productor
- «Don’t Leave» — productor, productor vocal
- «Believe» — productor, productor vocal
- «Circles» — productor, productor vocal
- «Lonely» - productor, productor vocal
- «Mistakes» - productor, productor vocal
- «Anythin for love» - productor, productor vocal
- «Automatic lady» - productor, productor vocal

#### Luigi Masi
- "Sin & Salvation" – productor vocal

#### JC Chasez-Kate
- "Fire" – coproductor

#### Jennifer Hudson
- "Pocketbook" con Ludacris – producida por Timbaland, Hannon Lane y Jim Beanz

#### Samantha Jade
- "Eyez on Me" – coproductor con Timbaland
- "Make You Love Me" – coproductor con Timbaland y King Logan de The Royal Court